# Brasil en el Festival de la OTI
La participación brasileña en el Festival de la OTI comenzó en su primera edición, en Madrid en 1972. En dicha oportunidad, Brasil se adjudicó el primer lugar con «Diálogo» —canción que obtuvo el segundo lugar en la competición nacional del Festival Internacional da Canção de ese año—, composición de Paulo César Pinheiro y del destacado guitarrista de bossa nova Baden Powell e interpretada por Cláudia Regina y Tobias.
Además de dicha ocasión, la televisión brasileña obtuvo en otras dos ocasiones más el primer lugar en el certamen iberoamericano: en Santiago de Chile en 1978, la paulista Denisse de Kalafe alcanzó el triunfo con «El amor... cosa tan rara», interpretado en español. Y luego en Washington D. C. en 1983 con el intérprete Jessé, cantando «Estrela de papel», de su propia autoría. Otra importante clasificación para Brasil fue el segundo puesto ex-aequo con México obtenido en la edición de 1993 de la OTI gracias a la canción "Essa fase do amor" defendida por Emilio Santiago. 
Por otra parte, Brasil organizó la edición de 1973 del festival de la OTI, como vencedor de la edición anterior. Se dio lugar a dicha edición en el Palácio das Artes de Belo Horizonte el 10 de noviembre de dicho año, en una escenografía en tonos pasteles, teniendo siempre a la orquesta de fondo y un pasillo que la atravesaba, más alto que el ras de suelo de la orquesta. Dicho pasillo estaba dedicado al paso e interpretación de los cantantes de los diversos países. 
Brasil no se presentó al Festival de la OTI entre 1985-86 y 1988-92, con la única excepción de la edición de 1987 que tuvo lugar en Lisboa y a la que sí concurrió. A partir de 1995, Brasil se ausentó del certamen iberoamericano de manera definitiva.

## Participaciones de Brasil en el Festival de la OTI
| Año  | Sede             | Artista                 | Canción                  | Director orquesta        | Lugar | Pts |
| ---- | ---------------- | ----------------------- | ------------------------ | ------------------------ | ----- | --- |
| 1995 | San Bernardino   | Beto Surian             | Onde está você           | Oscar Cardoso Ocampo     |       |     |
| 1994 | Valencia         | Zé Renato               | Mulher                   |                          | 12    | 0   |
| 1993 | Valencia         | Emílio Santiago         | Essa fase do amor        | Luís Avelar              | 2     |     |
| 1987 | Lisboa           | Leila Pinheiro          | Estrela do norte         | Fernando Correia Martins |       |     |
| 1984 | Ciudad de México | Moacyr Franco           | Barcas perdidas          | Ted Moreno               |       |     |
| 1983 | Washington D. C. | Jessé                   | Estrela de papel         | Daniel Alberto Salinas   | 1     | 71  |
| 1982 | Lima             | Júlio Cézar             | Un canto a los niños     | Luís Neves               | 10    | 15  |
| 1981 | Ciudad de México | Cláudia                 | Renascença               |                          | 10    | 14  |
| 1980 | Buenos Aires     | Márcia                  | Convite ao vento         |                          | 4     | 29  |
| 1979 | Caracas          | Miltinho                | Conselho                 |                          | 5     | 21  |
| 1978 | Santiago         | Denisse de Kalafe       | El amor... cosa tan rara | Chucho Ferrer            | 1     | 51  |
| 1977 | Madrid           | Lolita Rodrigues        | Pedindo amor             | Élcio Alvarez            | 17    | 0   |
| 1976 | Acapulco         | Denisse de Kalafe       | María de las Flores      |                          | 4     | 9   |
| 1975 | San Juan         | Raphael                 | Desejo                   | Waltel Branco            | 8     | 4   |
| 1974 | Acapulco         | Agnaldo Rayol           | Por quê                  |                          | 18    | 0   |
| 1973 | Belo Horizonte   | Nadinho da Ilha         | Baianeiro                | Ivan Paulo               | 4     | 7   |
| 1972 | Madrid           | Cláudia Regina y Tobias | Diálogo                  | Carlos Monteiro de Souza | 1     | 10  |

## Festivales organizados en Brasil
| Edición  | Ciudad sede    | Localización      | Presentandores                 |
| -------- | -------------- | ----------------- | ------------------------------ |
| OTI 1973 | Belo Horizonte | Palácio das Artes | Íris Lettieri y Walter Forster |